# Liste der Baudenkmale in Wittenberge
In der Liste der Baudenkmale in Wittenberge sind alle Baudenkmale der brandenburgischen Stadt Wittenberge und ihrer Ortsteile aufgelistet. Grundlage ist die Veröffentlichung der Landesdenkmalliste mit dem Stand vom 31. Dezember 2020.

## Legende
In den Spalten befinden sich folgende Informationen:
- ID-Nr.: Die Nummer wird vom Brandenburgischen Landesamt für Denkmalpflege vergeben. Ein Link hinter der Nummer führt zum Eintrag über das Denkmal in der Denkmaldatenbank. In dieser Spalte kann sich zusätzlich das Wort Wikidata befinden, der entsprechende Link führt zu Angaben zu diesem Denkmal bei Wikidata.
- Lage: die Adresse des Denkmales und die geographischen Koordinaten. Link zu einem Kartenansichtstool, um Koordinaten zu setzen. In der Kartenansicht sind Denkmale ohne Koordinaten mit einem roten beziehungsweise orangen Marker dargestellt und können in der Karte gesetzt werden. Denkmale ohne Bild sind mit einem blauen bzw. roten Marker gekennzeichnet, Denkmale mit Bild mit einem grünen beziehungsweise orangen Marker.
- Bezeichnung: Bezeichnung in den offiziellen Listen des Brandenburgischen Landesamtes für Denkmalpflege. Ein Link hinter der Bezeichnung führt zum Wikipedia-Artikel über das Denkmal.
- Beschreibung: die Beschreibung des Denkmales
- Bild: ein Bild des Denkmales und gegebenenfalls einen Link zu weiteren Fotos des Baudenkmals im Medienarchiv Wikimedia Commons

## Denkmalbereich
| ID-Nr.   | Lage               | Bezeichnung                                           | Beschreibung | Bild                                                  |
| -------- | ------------------ | ----------------------------------------------------- | --- | ----------------------------------------------------- |
| 09160685 | Wittenberge (Lage) | Satzung zum Schutz des Denkmalbereichs „Heisterbusch“ | Das Viertel Heisterbusch ist im wesentlich von 1900 bis 1909 entstanden. Es umfasst die Straßen Johannes-Runge-Straße, Schillerstraße, Nedwigstraße, Stein-Hardenberg-Straße und Bossestraße. Die Häuser wurden im wesentlich im Jugendstil erbaut. | Satzung zum Schutz des Denkmalbereichs „Heisterbusch“ |

## Baudenkmale in den Ortsteilen

### Bentwisch
| ID-Nr.   | Lage                 | Bezeichnung                                                                 | Beschreibung | Bild           |
| -------- | -------------------- | --------------------------------------------------------------------------- | ------------ | -------------- |
| 09160037 | Dorfstraße (Lage)    | Dorfkirche                                                                  |              | weitere Bilder |
| 09161293 | Dorfstraße 1 (Lage)  | Gehöft, bestehend aus Wohnhaus, westlichem und östlichem Wirtschaftsgebäude |              | BW             |
| 09160754 | Dorfstraße 11 (Lage) | Gehöft, bestehend aus Wohnhaus, Wirtschaftsgebäude, Scheune und Einfriedung |              | BW             |
| 09160679 | Dorfstraße 37 (Lage) | Wohnhaus mit Einfriedung und seitlichen Wirtschaftsgebäuden                 |              | BW             |

### Garsedow
| ID-Nr.   | Lage                | Bezeichnung                                              | Beschreibung | Bild                                                     |
| -------- | ------------------- | -------------------------------------------------------- | ------------ | -------------------------------------------------------- |
| 09160859 | Dorfstraße 5 (Lage) | Gehöft, bestehend aus Wohnhaus, Scheune und Nebengebäude |              | Gehöft, bestehend aus Wohnhaus, Scheune und Nebengebäude |

### Hinzdorf
| ID-Nr.   | Lage                 | Bezeichnung | Beschreibung | Bild           |
| -------- | -------------------- | ----------- | ------------ | -------------- |
| 09160656 | Dorfstraße (Lage)    | Dorfkirche  |              | weitere Bilder |
| 09160657 | Dorfstraße 24 (Lage) | Wohnhaus    |              | Wohnhaus       |

### Schadebeuster
| ID-Nr.   | Lage                | Bezeichnung | Beschreibung | Bild     |
| -------- | ------------------- | ----------- | ------------ | -------- |
| 09160658 | Dorfstraße 6 (Lage) | Wohnhaus    |              | Wohnhaus |

### Wittenberge
| ID-Nr.            | Lage                                                    | Bezeichnung | Beschreibung | Bild |
| ----------------- | ------------------------------------------------------- | --- | --- | --- |
| 09160622          | (Lage)                                                  | Gedenkstätte für die 1920 im Kampf gegen den Kapp-Putsch Gefallenen, im Clara-Zetkin-Park | | Gedenkstätte für die 1920 im Kampf gegen den Kapp-Putsch Gefallenen, im Clara-Zetkin-Park |
| 09160720          | Am Bahnhof 4, 5 (Lage)                                  | Funktionsgebäude und -anlagen des Bahnhofs Wittenberge, bestehend aus Lokomotivschuppen Nr. 3 mit Anbauten, Lokomotivschuppen Nr. 2 mit Drehscheibe, Stellwerk Wm (am Bahnübergang), Wasserversorgungsanlagen Dampflokbetrieb (Wasserstation mit Schmiede und Wasserturm sowie Wasserschwenkkran), Besandungsanlage, Güterschuppen, Pförtnerhaus | | Funktionsgebäude und -anlagen des Bahnhofs Wittenberge, bestehend aus Lokomotivschuppen Nr. 3 mit Anbauten, Lokomotivschuppen Nr. 2 mit Drehscheibe, Stellwerk Wm (am Bahnübergang), Wasserversorgungsanlagen Dampflokbetrieb (Wasserstation mit Schmiede und Wasserturm sowie Wasserschwenkkran), Besandungsanlage, Güterschuppen, Pförtnerhaus |
| 09160614          | Am Bahnhof 1 (Lage)                                     | Bahnhofsgebäude | Der Bahnhof wurde 1846 am Streckenkilometer 126 der Berlin-Hamburger Bahn errichtet. 1851 wurde die Strecke Wittenberge–Stendal eröffnet. Damit wurde der Bahnhof Wittenberge zum wichtigsten Eisenbahnknoten zwischen Berlin und Hamburg. Das Empfangsgebäude des Keilbahnhofs wurde zwischen den westlich gelegenen Gleisen der Magdeburger Strecke und den östlichen Gleisen der Berlin-Hamburger Bahn angelegt. | Bahnhofsgebäude |
| 09160783          | Am Bahnhof 2 (Lage)                                     | Postamt | | weitere Bilder |
| 09160654          | Am Steintor 2 (Lage)                                    | Steintorturm | Das Steintor ist eines der Wahrzeichen von Wittenberge. Es findet eine erste Erwähnung im Jahr 1297 im Zusammenhang mit einem Bericht über einen Angriff durch Ritter aus Mecklenburg. Diese überraschten angeblich Otto I. Gans zu Putlitz aus dem Geschlecht der Gans zu Putlitz im Bade und entführten den Stadtherren. Bei diesem Angriff brannte das Steintor ab. Um 1450 kam es zum Wiederaufbau des Tores, das bis heute überdauert hat und das älteste Gebäude der Stadt ist. | weitere Bilder |
| 09160608          | Am Stern 3 (Lage)                                       | Wohn- und Geschäftshaus | | weitere Bilder |
| 09160609          | August-Bebel-Straße 10 (Lage)                           | Rathaus | Das Rathaus Wittenberge wurde vom 11. Mai 1912 bis Juni 1914 errichtet. Die Entwürfe sind von Stadtbaurat Friede Everhard Bruns. Die Detailpläne stammen vom Schweriner Architekten Heinrich Mußfeldt (1882–1958). Das Rathaus Wittenberge wurde am 25./26. Juni 1914 feierlich eingeweiht. | weitere Bilder |
| 09160635          | August-Bebel-Straße 10, Bernard-Remy-Straße (Lage)      | Sowjetischer Ehrenfriedhof | | Sowjetischer Ehrenfriedhof |
| 09160610          | Bad Wilsnacker Straße 1 (Lage)                          | Ehemaliges Zollhaus | | Ehemaliges Zollhaus |
| 09161083          | Bad Wilsnacker Straße 26 (Lage)                         | Wohnhaus mit Einfriedung | | Wohnhaus mit Einfriedung |
| 09160876          | Bad Wilsnacker Straße 30 (Lage)                         | Wohnhaus „Naylorsche Villa“ | Das Wohnhaus des Textilfabrikanten Edmund Naylor íst auf 1896 datiert. Es ist ein zweigeschossiger Bau aus gelben Ziegeln. | Wohnhaus „Naylorsche Villa“ |
| 09160611          | Bad Wilsnacker Straße 43 ()                             | Karl-Liebknecht-Gedenkstätte | | Karl-Liebknecht-Gedenkstätte |
| 09160612          | Bad Wilsnacker Straße 48 (Lage)                         | SINGER-Nähmaschinenfabrik AG, später Nähmaschinenwerk Wittenberge (VERITAS), bestehend aus Hauptgebäude mit Uhren- und Wasserturm sowie Hochregallager, unterirdischem Verbindungsgang, Produktionsgebäude, Lackiergebäude, Biologischem Tropfkörper, Krafthaus mit zwei Schornsteinen, Versandgebäude, Betriebswerkstatt, Einlaufwerk mit Werkstatt, Verwaltungsgebäude mit Putzereigebäude (heute Oberstufenzentrum), Garage, Resten des Gewächshauses, Mehrzweckgebäude, Werkhalle, Pförtnerhaus Tor 2, Halle IV/Galvanik, Schaukastenanlage, Brunnen, Einfriedung und Pflasterung der Freiflächen sowie Kaimauer | Der Uhrenturm des ehemaligen Nähmaschinenwerkes Singer/Veritas in Wittenberge ist die größte freistehende Turmuhr Deutschlands und auf dem europäischen Kontinent. Die architektonischen Formen des gelb verputzten Turms lassen eine Beeinflussung durch den Expressionismus und vor allem die Neue Sachlichkeit erkennen. | weitere Bilder |
| 09160613          | Bad Wilsnacker Straße 48 ()                             | Gedenkstätte für die Opfer des Faschismus (OdF) | | ein Bild hochladen |
| 09160006          | Bad Wilsnacker Straße 52/53 (Lage)                      | Märkische Ölmühle, bestehend aus Eingangsgebäude, Verwaltungsgebäude am Hafen, Tankgebäude, Maschinenhaus, Altem Uferturm, Altem Wasserturm, „Mäuseturm“ und den Speichern A, B, C und E | Die ehemalige Märkische Ölmühle wurde 1823 gegründet. Die Produktion wurde 1991 eingestellt, erhalten sind mehrere Gebäude aus der zweiten Hälfte des 19. Jahrhunderts. Heute befindet sich hier ein Veranstaltungsort und Hotel. | Märkische Ölmühle, bestehend aus Eingangsgebäude, Verwaltungsgebäude am Hafen, Tankgebäude, Maschinenhaus, Altem Uferturm, Altem Wasserturm, „Mäuseturm“ und den Speichern A, B, C und E |
| 09161162          | Bad Wilsnacker Straße 54 (Lage)                         | Bahnwärterhaus | | Bahnwärterhaus |
| 09160129          | Bad Wilsnacker Straße 55 (Lage)                         | Ehemaliges Elektrizitätswerk, bestehend aus Verwaltungsgebäude mit Durchfahrt, Generatorengebäude und Kesselhaus | Das Verwaltungsgebäude wurde im Jahre 1911 fertiggestellt. | Ehemaliges Elektrizitätswerk, bestehend aus Verwaltungsgebäude mit Durchfahrt, Generatorengebäude und Kesselhaus |
| 09160774          | Bad Wilsnacker Straße 56 (Lage)                         | Drei Speichergebäude (zwei Getreidesilos, ein Kornspeicher) | Der kleinere Speicher wurde 1910 erbaut, die größeren 1938 bis 1939. | Drei Speichergebäude (zwei Getreidesilos, ein Kornspeicher) |
| 09160822          | Bad Wilsnacker Straße 57 (Lage)                         | Hauptzollamt, heute Wohnhaus | | Hauptzollamt, heute Wohnhaus |
| 09160616          | Bahnstraße ()                                           | Gedenkstein für Johannes R. Becher | | ein Bild hochladen |
| 09161333          | Bahnstraße 21 (Lage)                                    | Wohn- und Geschäftshaus | | Wohn- und Geschäftshaus |
| 09160700          | Bahnstraße 29 (Lage)                                    | Kaufhaus | | Kaufhaus |
| 09160615          | Bahnstraße 51 (Lage)                                    | Kaufhaus („Th. Henning“) | | Kaufhaus („Th. Henning“) |
| 09160007          | Bahnstraße 77 (Lage)                                    | Wohnhaus | | Wohnhaus |
| 09160618          | Bahnstraße 83 (Lage)                                    | Wohnhaus | | Wohnhaus |
| 09160619          | Bahnstraße 85 (Lage)                                    | Wohnhaus | | Wohnhaus |
| 09160767          | Bahnstraße 101 (Lage)                                   | Wohnhaus mit zwei Hofgebäuden und Einfriedung | | Wohnhaus mit zwei Hofgebäuden und Einfriedung |
| 09160620          | Bahnstraße 105 (Lage)                                   | Mietwohnhaus mit Jugendstil- und Renaissancedekor | | Mietwohnhaus mit Jugendstil- und Renaissancedekor |
| 09160748          | Bahnstraße 108 (Lage)                                   | „Löwenapotheke“, bestehend aus Wohnhaus mit Apothekenanbau | | „Löwenapotheke“, bestehend aus Wohnhaus mit Apothekenanbau |
| 09160755          | Bahnstraße 132 (Lage)                                   | Wohnhaus mit Schmiede | | Wohnhaus mit Schmiede |
| 09160710          | Breeser Straße 1 (Lage)                                 | Bahn-Ausbesserungswerk Wittenberge, bestehend aus zwei Bürogebäuden, Wagenrichthalle I, Büro- und Lagergebäude, Büro- und Werkstattgebäude sowie Wagenrichthalle II/Lackhalle | | Bahn-Ausbesserungswerk Wittenberge, bestehend aus zwei Bürogebäuden, Wagenrichthalle I, Büro- und Lagergebäude, Büro- und Werkstattgebäude sowie Wagenrichthalle II/Lackhalle |
| 09160629          | Breeser Straße 1 (Lage)                                 | Ernst-Thälmann-Gedenkstätte, auf dem Gelände des Reichsbahn-Ausbesserungswerks | | BW |
| 09160790          | Burgstraße 7 (Lage)                                     | Wohnhaus | Das Theodor-Körner-Haus wurde Ende des 18. Jahrhunderts erbaut. Hier hat der Dichter Theodor Körner vom 7. bis 9. Mai 1813 gewohnt. | Wohnhaus |
| 09160621          | Burgstraße 7 (Lage)                                     | Gedenktafel für Theodor Körner | | Gedenktafel für Theodor Körner |
| 09160991          | Burgstraße 37 (Lage)                                    | Wohnhaus | | Wohnhaus |
| 09160623          | Elbstraße 4a (Lage)                                     | Speichergebäude (Elbspeicher) | | Speichergebäude (Elbspeicher) |
| 09160624          | Elsternweg 15 ()                                        | Gedenkstein für Egon Schultz | Egon Schultz | ein Bild hochladen |
| 09160643          | Ernst-Thälmann-Straße (Lage)                            | Ernst-Thälmann-Gedenkstätte, im Park | | Ernst-Thälmann-Gedenkstätte, im Park |
| 09160625          | Ernst-Thälmann-Straße 2 (Lage)                          | Gymnasium, Haus 1 | Das Gymnasium wurde am 24. Januar 1895 als höhere Privat-Knabenschule gegründet. Am 20. April 1900 konnte das für 100.000 Mark in gut einjähriger Bauzeit errichtete Realschulgebäude in der Sandfurttrift bezogen werden. Man verzichtete zunächst aus Kostengründen auf den Bau einer Turnhalle und einiger Klassenräume. Diese wurden erst 1913 ergänzt. In jenem Jahr wurde die Schule als vollwertiges Reformrealgymnasium anerkannt. 1927 legten die ersten vier Mädchen ihre Reifeprüfung ab. In der Zeit der Weimarer Republik trug die Schule den Namen Friedrich Ebert, welcher im Dritten Reich unter Hitler sofort wieder abgeschafft wurde. Während des Zweiten Weltkrieges wurde das Schulgebäude als Lazarett genutzt und der Schulbetrieb eingestellt. | Gymnasium, Haus 1 |
| 09160626          | Ernst-Thälmann-Straße 6 (Lage)                          | Wohnhaus | | Wohnhaus |
| 09161044          | Ernst-Thälmann-Straße 10a (Lage)                        | Ehemalige Privatklinik Dr. Sauer, später Frauenklinik der Krankenanstalten Wittenberge | | Ehemalige Privatklinik Dr. Sauer, später Frauenklinik der Krankenanstalten Wittenberge |
| 09160627          | Ernst-Thälmann-Straße 11-16 (Lage)                      | Zeile von Mietwohnhäusern | | Zeile von Mietwohnhäusern |
| 09160628          | Große Wallstraße 13 (Lage)                              | Wohnhaus | | Wohnhaus |
| 09161331          | Hafenstraße 9 (Lage)                                    | Slipanlage | | Slipanlage |
| 09160630          | Hartwigstraße ()                                        | Gedenkstein für Wiethold Schubert (ehemalige Berufsschule des Reichsbahn-Ausbesserungswerks) | | ein Bild hochladen |
| 09161170          | Heinrich-Heine-Platz 1-5 (Lage)                         | Mietwohnhausgruppe | | Mietwohnhausgruppe |
| 09161322          | Heinrich-Heine-Platz 7 (Lage)                           | Bucerius-Klinik | | Bucerius-Klinik |
| 09160844          | Johannes-Runge-Straße 6, Theodor-Körner-Straße 7 (Lage) | Mietwohnhaus | | Mietwohnhaus |
| 09160877          | Johannes-Runge-Straße 7 (Lage)                          | Mietwohnhaus | | Mietwohnhaus |
| 09161087          | Johannes-Runge-Straße 8 (Lage)                          | Mietwohnhaus | | Mietwohnhaus |
| 09160116          | Johannes-Runge-Straße 16 (Lage)                         | Mietwohnhaus „Zu den vier Jahreszeiten“ mit Ladengeschäft | | Mietwohnhaus „Zu den vier Jahreszeiten“ mit Ladengeschäft |
| 09160890          | Johannes-Runge-Straße 34 (Lage)                         | Mietwohnhaus und Nebengebäude | | Mietwohnhaus und Nebengebäude |
| 09160766          | Johannes-Runge-Straße 39 (Lage)                         | Mietwohnhaus | | Mietwohnhaus |
| 09160633          | Johannes-Runge-Straße 40 (Lage)                         | Bürgerschule (Jahnschule), bestehend aus Schulgebäude und Turnhalle | | Bürgerschule (Jahnschule), bestehend aus Schulgebäude und Turnhalle |
| 09160634          | Johannes-Runge-Straße 40 (Lage)                         | Gedenktafel für Friedrich Ludwig Jahn | | Gedenktafel für Friedrich Ludwig Jahn |
| 09160636          | Karl-Marx-Platz (Lage)                                  | Karl-Marx-Gedenkstein | | Karl-Marx-Gedenkstein |
| 09160637          | Karl-Marx-Straße 25-27 (Lage)                           | Dreigeschossige Wohnhauszeile | | Dreigeschossige Wohnhauszeile |
| 09160638          | Kastanienweg 11 (Lage)                                  | Wohnhaus | | BW |
| 09160607 Wikidata | Kirchplatz 1 (Lage)                                     | Pfarrkirche Wittenberge | Die evangelische Stadtpfarrkirche wurde von 1869 bis 1872 im neugotischen Stil erbaut. Im Inneren befindet sich eine Orgel von M. Pflug aus dem Jahre 1935. | weitere Bilder |
| 09160639          | Krausestraße 15 (Lage)                                  | Wohnhaus | | Wohnhaus |
| 09160640          | Krausestraße 19 (Lage)                                  | Wohnhaus | | Wohnhaus |
| 09160641          | Lenzener Straße 1 (Lage)                                | Wohnhaus | | Wohnhaus |
| 09160777          | Lenzener Straße 71 (Lage)                               | Wohnhaus mit Einfriedung | | Wohnhaus mit Einfriedung |
| 09160642          | Mohrenstraße 1 (Lage)                                   | Wohnhaus | | Wohnhaus |
| 09160705          | Müllerstraße 1-4 (Lage)                                 | Wohnhäuser für erwerbsunfähige Arbeiter und Witwen | | weitere Bilder |
| 09160826          | Müllerstraße 16 (Lage)                                  | Wohn- und Geschäftshaus | | Wohn- und Geschäftshaus |
| 09160645          | Parkstraße (Lage)                                       | Wasserturm | | weitere Bilder |
| 09160644          | Parkstraße (Lage)                                       | Ehrenfriedhof der Vereinigung der Verfolgten des Naziregimes (VVN) | | Ehrenfriedhof der Vereinigung der Verfolgten des Naziregimes (VVN) |
| 09160646          | Parkstraße 11 (Lage)                                    | Villa mit Einfriedung | | Villa mit Einfriedung |
| 09160769          | Parkstraße 30 (Lage)                                    | Friedhofskapelle und Friedhofswärterhaus | | Friedhofskapelle und Friedhofswärterhaus |
| 09160791          | Parkstraße 42/43 (Lage)                                 | Gehöft, bestehend aus zwei Wohnhäusern, Stallscheune und Einfriedung | | Gehöft, bestehend aus zwei Wohnhäusern, Stallscheune und Einfriedung |
| 09160696          | Parkstraße 109 (Lage)                                   | Villa mit Garage | | Villa mit Garage |
| 09160100          | Paul-Lincke-Platz 1 (Lage)                              | Kulturhaus | Das Kulturhaus liegt an der Ecke Bahnstraße / Bäckerstraße. Das ehemalige Kulturhaus Johannes R. Becher wurde 1955 bis 1958 erbaut, der Entwurf kam vom Planungsbüro Böckler. | Kulturhaus |
| 09161132          | Perleberger Chaussee (Lage)                             | Meilenstein | | Meilenstein |
| 09160784          | Perleberger Straße 24 (Lage)                            | Evangelisches Gemeindehaus mit Saalbau, Seitenflügel und Pavillon | | Evangelisches Gemeindehaus mit Saalbau, Seitenflügel und Pavillon |
| 09161218          | Perleberger Straße 31 (Lage)                            | Wittenberger Fettwarenfabrik Robert Krause, bestehend aus Fabrikantenvilla, sieben Fabrikgebäuden, zwei Schornsteinen, Einfriedung | Die Fettwarenfabrik wurde 1884/1885 von Robert Krause gegründet, nachdem er sich geschäftlich von seinem Bruder getrennt hatte. Nach seinem Tod 1891 übernahm der Unternehmer Emil Wiglow Teile des Unternehmens, 1897 vollständig. In der Zeit der DDR produzierte das Unternehmen als Teil der Berliner Chemischen Fabrik Hydra bis 1972 Desinfektionsmittel, anschließend der VEB Haushaltsreiniger das Produkt Allesrein. | weitere Bilder |
| 09160919          | Perleberger Straße 35 (Lage)                            | Villa mit Einfriedung | | Villa mit Einfriedung |
| 09160962          | Perleberger Straße 61 (Lage)                            | Mietwohnhaus mit Seitenflügel und Stallgebäude | | Mietwohnhaus mit Seitenflügel und Stallgebäude |
| 09160647          | Perleberger Straße 140, 143-145 (Lage)                  | Arbeiterwohnhäuser | | Arbeiterwohnhäuser |
| 09160779          | Perleberger Straße 164 (Lage)                           | Katholische Pfarrkirche St. Heinrich mit Pfarrhaus, Schule und Einfriedung | Das Bauwerk entstand in den Jahren 1896 bis 1898. Nach einer Zerstörung im Zweiten Weltkrieg erfolgte der Wiederaufbau. Der Innenraum erhielt im Jahr 1972 eine erhebliche Umgestaltung. | weitere Bilder |
| 09160781          | Perleberger Straße 165 (Lage)                           | Amtsgericht | | Amtsgericht |
| 09160824          | Poststraße 1 (Lage)                                     | Wohnhaus mit Neben- und Quergebäude | | Wohnhaus mit Neben- und Quergebäude |
| 09160649          | Putlitzstraße 2 (Lage)                                  | Alte Burg, Burggelände (heute Industriemuseum) | | Alte Burg, Burggelände (heute Industriemuseum) |
| 09160650          | Putlitzstraße 3-19 (Lage)                               | Wohnhauszeile | | Wohnhauszeile |
| 09161321          | Rathausstraße 1, 3 (Lage)                               | Mietwohn- und Geschäftshaus | | Mietwohn- und Geschäftshaus |
| 09160780          | Rathausstraße 13/15 (Lage)                              | Neuapostolische Kirche | | Neuapostolische Kirche |
| 09160737          | Rathausstraße 14 (Lage)                                 | Mietwohnhaus mit zwei Hofgebäuden | | Mietwohnhaus mit zwei Hofgebäuden |
| 09160878          | Rathausstraße 40/42 (Lage)                              | Wohn- und Geschäftshaus | | Wohn- und Geschäftshaus |
| 09160651          | Scheunenstraße ()                                       | Gedenkstein für Werner Seelenbinder | | Gedenkstein für Werner Seelenbinder |
| 09160652          | Steinstraße 5 (Lage)                                    | Wohnhaus | | Wohnhaus |
| 09160785          | Steinstraße 15 (Lage)                                   | Wohn- und Geschäftshaus mit Speichergebäude | | Wohn- und Geschäftshaus mit Speichergebäude |
| 09160830          | Steinstraße 33 (Lage)                                   | Wohnhaus | | Wohnhaus |
| 09160653          | Tivolistraße (Lage)                                     | Wohnanlage zwischen Tivoli-, Havelberger- und Bad Wilsnacker Straße | | Wohnanlage zwischen Tivoli-, Havelberger- und Bad Wilsnacker Straße |
| 09160772          | Turmstraße 20/21 (Lage)                                 | Wohn- und Geschäftshaus | | Wohn- und Geschäftshaus |
| 09160655          | Wiglowstraße 12 (Lage)                                  | Gymnasium, Haus 2 | Von dem Marie-Curie-Gymnasium ist das Haus 2 denkmalgeschützt. | Gymnasium, Haus 2 |
| 09160719          | Zimmerstraße 6/7 (Lage)                                 | Mietwohnhaus | | Mietwohnhaus |
| 09160827          | Zimmerstraße 14 (Lage)                                  | Mietwohnhaus | | Mietwohnhaus |
| 09161235          | Zum Schöpfwerk 2 (Lage)                                 | Betriebsgaststätte des Zellwollewerks | | BW |

### Zwischendeich
| ID-Nr.   | Lage                | Bezeichnung | Beschreibung | Bild           |
| -------- | ------------------- | ----------- | ------------ | -------------- |
| 09160659 | Dorfstraße 2 (Lage) | Wohnhaus    |              | Wohnhaus       |
| 09160660 | Dorfstraße 3 (Lage) | Wohnhaus    |              | weitere Bilder |
| 09160661 | Dorfstraße 4 (Lage) | Wohnhaus    |              | weitere Bilder |

## Ehemalige Baudenkmale
| ID-Nr.   | Lage                     | Bezeichnung                                      | Beschreibung                                                                   | Bild               |
| -------- | ------------------------ | ------------------------------------------------ | ------------------------------------------------------------------------------ | ------------------ |
|          | Lenzener Straße 4 (Lage) | Mietwohnhaus                                     | Das Haus wurde nach Sturmschäden im Dezember 2015 abgerissen.                  | Mietwohnhaus       |
| 09160632 | Hartwigstraße ()         | Wahlaufschrift von 1932 „Wählt Thälmann Liste 4“ | Der Schriftzug wurde bei der Sanierung der Außenfassade versehentlich übermalt | ein Bild hochladen |